# Triglochin minutissima
Triglochin minutissima är en sältingväxtart som beskrevs av Ferdinand von Mueller. Triglochin minutissima ingår i släktet sältingar, och familjen sältingväxter. Inga underarter finns listade.